# Gena Rowlands
Virginia Cathryn „Gena“ Rowlands (19. června 1930 Madison – 14. srpna 2024 Indian Wells) byla americká herečka. V roce 1954 se vdala za herce a pozdějšího režiséra Johna Cassavetese, s nímž měla tři děti, později rovněž herce a režiséry – syna Nicka (* 1959) a dcery Alexandru (Xan) (* 1965) a Zoe (* 1970). Hrála ve většině filmů svého manžela – A Child Is Waiting (1963), Tváře (1968), Minnie a Moskowitz (1971), Žena pod vlivem (1974), Premiéra (1977), Gloria (1980) a Proudy lásky (1984). Ve většině z nich ztvárnila hlavní roli. V roce 2004 hrála ve filmu Zápisník jedné lásky, který režíroval její syn. Dále hrála například ve filmech Woodyho Allena (Jiná žena) a Jima Jarmusche (Noc na Zemi). Je držitelkou Čestného Oscara za rok 2015. Za své role ve filmech Žena pod vlivem a Gloria byla neúspěšně nominována na Oscara za nejlepší ženský herecký výkon v hlavní roli. Je držitelkou Zlatého glóbu, Primetime Emmy Award, Stříbrného medvěda z Berlínského mezinárodního filmového festivalu a dalších cen. Jejím druhým manželem se v roce 2012 stal podnikatel Robert Forrest (Cassavetes zemřel v roce 1989).